# McLaren MP4/8
O MP4/8 é o modelo da McLaren da temporada de 1993 da F-1.
 
Condutores: Michael Andretti, Mika Häkkinen e Ayrton Senna.
Foi o McLaren mais avançado de todos os tempos, pois tinha controle de tração, controle de largada, acelerador drive by wire, suspensão ativa, freios ABS e vários aparatos eletrônicos. O ponto fraco do carro era o motor Ford Cosworth que ficava abaixo em termos de potência aos melhores motores da época como os Renault, os Ferraris e inclusive ao Ford Cosworth cedido a Benetton, que tinha por contrato direito a uma versão mais evoluída que a McLaren.
Ford Cosworth HB V8 (esp VI usado até a França) 685 HP ;
Ford Cosworth HB V8 (esp VII usado da Inglaterra até a Hungria) 720 HP; Ford Cosworth HB V8 (esp VIII usado da Bélgica em diante) 730 HP.
Com o MP4/8, a McLaren ganhou um total de 5 Grandes-Prêmios na temporada de 1993 (Brasil, Europa, Mônaco, Japão e Austrália), todos com Ayrton Senna. Foi com MP4/8 que Senna realizou no GP da Europa em Donington Park, o que viria a ser considerada a melhor primeira volta da história da Fórmula 1, ultrapassando 4 adversários (Schumacher, Wendlinger, Hill e Prost)  Foi também com esse carro que Senna estabeleceu marcas importantes: o recorde de vitórias no GP de Mônaco (6), superando a marca anterior de Graham Hill (5 vitórias); sua vitória número 40 na Fórmula 1 (GP do Japão); e sua última vitória na carreira em seu última prova pela equipe McLaren (GP da Austrália).
Ao final da temporada, a McLaren alcançaria o 2º lugar no Mundial de Construtores, com Senna como vice-campeão mundial de pilotos.

## Resultados[6]
(legenda) (em negrito indica pole position e itálico volta mais rápida)
| Ano  | Chassi | Motor        | Pneus | N° | Pilotos          | 1   | 2   | 3   | 4   | 5   | 6   | 7   | 8   | 9   | 10  | 11  | 12  | 13  | 14  | 15  | 16  | Pontos | Posição |  |
| ---- | ------ | ------------ | ----- | -- | ---------------- | --- | --- | --- | --- | --- | --- | --- | --- | --- | --- | --- | --- | --- | --- | --- | --- | ------ | ------- |  |
|      |        |              |       |    |                  |     |     |     |     |     |     |     |     |     |     |     |     |     |     |     |     |        |         |  |
|      |        |              |       |    |                  | RSA | BRA | EUR | SMR | ESP | MON | CAN | FRA | GBR | GER | HUN | BEL | ITA | POR | JPN | AUS |        |         |  |
| 1993 | MP4/8  | Ford HBE7 V8 | G     | 7  | Michael Andretti | Ret | Ret | Ret | Ret | 5   | 8   | 14  | 6   | Ret | Ret | Ret | 8   | 3   |     |     |     | 84     | 2°      |  |
| 1993 | MP4/8  | Ford HBE7 V8 | G     | 7  | Mika Hakkinen    |     |     |     |     |     |     |     |     |     |     |     |     |     | Ret | 3   | Ret | 84     | 2°      |  |
| 1993 | MP4/8  | Ford HBE7 V8 | G     | 8  | Ayrton Senna     | 2   | 1   | 1   | Ret | 2   | 1   | 18† | 4   | 5†  | 4   | Ret | 4   | Ret | Ret | 1   | 1   | 84     | 2°      |  |

† Completou mais de 90% da distância da corrida.